# 케위 얄린스
케위 라피크 얄린스(네덜란드어: Kew Raffique Jaliens, 1978년 9월 15일, 자위트-홀란트 주 로테르담 ~)는 네덜란드의 전직 축구 선수로, 현역 시절 수비수로 활약했다.

## 클럽 경력

### 스파르타 로테르담
케위 얄린스는 스파르타 로테르담에서 축구를 시작해 2-1로 이긴 흐로닝언과의 1997년 5월 25일 원정 경기에서 리그 신고식을 치렀다. 그 다음 시즌인 1997-98 시즌, 얄린스는 주전 선수로 도약했다. 그는 스파르타 소속으로 68번의 리그 경기에 출전해 4골을 기록했다.

### 빌럼 II
얄린스는 1999년에 빌럼 II로 이적했고, 8월 28일자 헤이렌베인과의 8월 28일 경기에서 빌럼 첫 경기를 치렀다. 그는 2001년 2월 3일, 덴 보스와의 경기에서 빌럼 1호골을 기록했다. 그는 2005년 3월 16일에 트벤터와의 경기에서 첫 빌럼 II 골을 기록했다.

### AZ

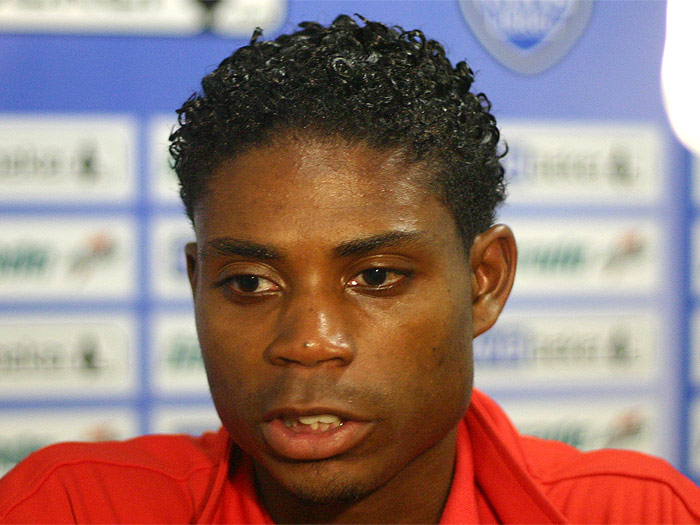
2007년의 케위 얄린스.

2004년, 얄린스는 AZ에 입단하여 8월 14일에 헤이렌베인과 무승부를 거두면서 첫 경기를 치렀다. 2005년 3월 16일, 피테서와의 경기에서 AZ 이적 후 첫 골을 기록했고, 결과는 1-1 무승부였다. 2007년 7월, 그는 소위 "선수단의 주춧돌"로 묘사되는 마르설 브란즈 축구부 단장의 도움으로 2012년까지 유효한 연장 계약서에 서명했다. 얄린스는 AZ의 2009년 에레디비시와 요한 크라위프 스할 우승에 일조했다.

### 비스와 크라쿠프
2011년 1월 26일, 얄린스는 AZ를 떠나 폴란드 엑스트라클라사의 비스와 크라쿠프로 자유 이적했다. 그는 2년 반짜리 계약서에 서명했다. 얄린스는 그 시즌에 엑스트라클라사 정상에 올랐다.

### 뉴캐슬 제츠
2013년 8월 15일, 얄린스는 오스트레일리아의 뉴캐슬 제츠와 계약을 맺은 것으로 발표되었다.
2014년 8월 4일, 얄린스는 2014-15 시즌을 앞두고 뉴캐슬 제츠의 신임 주장으로 명명되었다.
얄린스는 A-리그에 선수들이 감독에게 항의한 것에 대해 제츠 구단주 네이선 팅클러로 인해 경질된 것으로 알려졌다.

### 멜버른 시티
뉴캐슬을 떠난 지 2주도 되지 않아, 얄린스는 A-리그 경쟁 구단 멜버른 시티에 부상 공백을 메우고자 계약했다. 이후, 얄린스는 전 소속 구단 뉴캐슬 제츠를 상대로 결승골을 넣기도 했다.

## 국가대표팀 경력

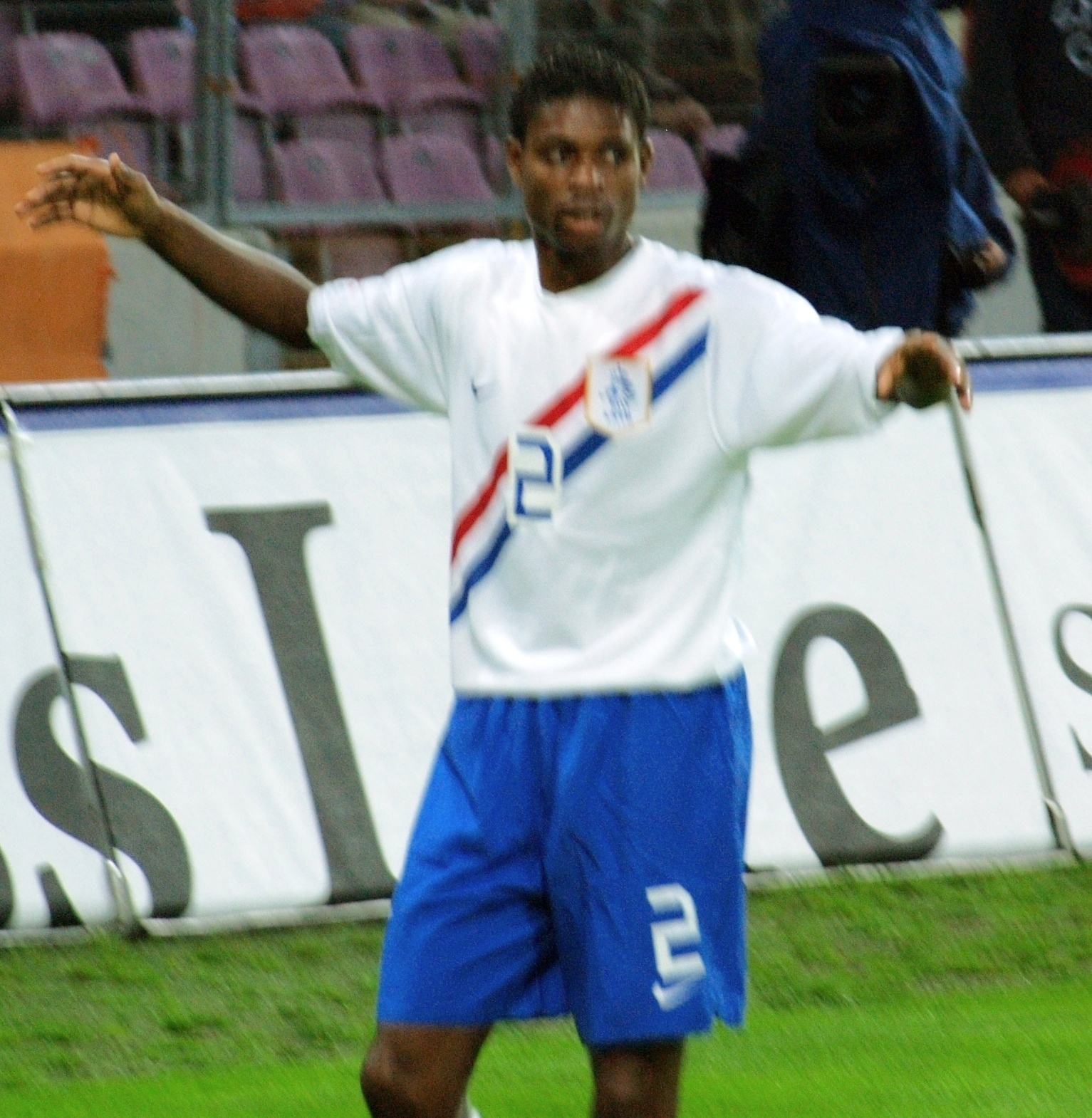
네덜란드 국가대표팀의 얄린스

2006년 얄린스는 마르코 판 바스턴 감독의 부름을 받아 에콰도르와의 경기에서 네덜란드 성인 국가대표팀 신고식을 치렀다.
그는 독일에서 열린 2006년 월드컵에 참가할 네덜란드의 23인 최종 명단에 이름을 올렸다. 얄린스는 아르헨티나와의 본선 경기에 1번 출전했는데, 결과는 0-0 무승부였다.
얄린스는 네덜란드 국가대표팀 경기에 10번 출전했다.

### 2008년 하계 올림픽
얄린스는 베이징의 2008년 하계 올림픽에 참가할 네덜란드 선수단의 연령 초과 3자리 중 한 자리를 차지했다. 얄린스는 미국, 일본, 그리고 나이지리아와의 조별 리그 3경기에 모두 출전했지만 경고 누적으로 아르헨티나와의 8강전 경기에 출전해지 못하고, 패배를 지켜볼 수밖에 없었다.

## 사생활
1978년 9월 15일 생인 얄린스는 임로와 카르멘 얄린스 사이에서 태어났다. 그는 수리남 국가대표팀의 기술 고문을 맡기도 한 케네트 얄린스의 조카이기도 하다.

## 경력 통계
2014년 11월 2일 기준
| 구단              | 시즌                   | 리그명                 | 리그 | 리그 | 컵   | 컵 | 대륙 | 대륙 | 플레이오프전1 | 플레이오프전1 | 합계 | 합계 |
| 구단              | 시즌                   | 리그명                 | 출장 | 골   | 출장 | 골 | 출장 | 골   | 출장          | 골            | 출장 | 골   |
| ----------------- | ---------------------- | ---------------------- | ---- | ---- | ---- | -- | ---- | ---- | ------------- | ------------- | ---- | ---- |
| 스파르타 로테르담 | 1996–97                | 에레디비시             | 2    | 0    | –    | –  | –    | –    | –             | –             | 2    | 0    |
| 스파르타 로테르담 | 1997–98                | 에레디비시             | 32   | 3    | 1    | 0  | –    | –    | –             | –             | 33   | 3    |
| 스파르타 로테르담 | 1998–99                | 에레디비시             | 32   | 0    | 4    | 1  | –    | –    | 4             | 0             | 40   | 1    |
| 스파르타 로테르담 | 1999–2000              | 에레디비시             | 2    | 1    | 2    | 0  | –    | –    | –             | –             | 4    | 1    |
| 스파르타 로테르담 | 스파르타 로테르담 합계 | 스파르타 로테르담 합계 | 68   | 4    | 7    | 1  | –    | –    | 4             | 0             | 79   | 5    |
| 빌럼 II           | 1999–2000              | 에레디비시             | 22   | 0    | 1    | 0  | 5    | 0    | –             | –             | 28   | 0    |
| 빌럼 II           | 2000–01                | 에레디비시             | 31   | 2    | 2    | 0  | –    | –    | –             | –             | 33   | 2    |
| 빌럼 II           | 2001–02                | 에레디비시             | 29   | 0    | 3    | 0  | –    | –    | –             | –             | 32   | 0    |
| 빌럼 II           | 2002–03                | 에레디비시             | 32   | 1    | 2    | 1  | 5    | 1    | –             | –             | 39   | 3    |
| 빌럼 II           | 2003–04                | 에레디비시             | 33   | 1    | 4    | 0  | 2    | 0    | –             | –             | 39   | 1    |
| 빌럼 II           | 빌럼 II 합계           | 빌럼 II 합계           | 147  | 4    | 12   | 1  | 12   | 1    | –             | –             | 171  | 6    |
| AZ                | 2004–05                | 에레디비시             | 22   | 1    | 0    | 0  | 9    | 1    | –             | –             | 31   | 2    |
| AZ                | 2005–06                | 에레디비시             | 30   | 0    | 2    | 0  | 7    | 1    | 2             | 1             | 41   | 2    |
| AZ                | 2006–07                | 에레디비시             | 28   | 1    | 3    | 0  | 11   | 0    | 4             | 0             | 46   | 1    |
| AZ                | 2007–08                | 에레디비시             | 30   | 2    | 1    | 0  | 6    | 1    | –             | –             | 37   | 3    |
| AZ                | 2008–09                | 에레디비시             | 24   | 1    | 3    | 0  | –    | –    | –             | –             | 27   | 1    |
| AZ                | 2009–10                | 에레디비시             | 24   | 0    | 2    | 0  | 5    | 0    | –             | –             | 31   | 0    |
| AZ                | 2010–11                | 에레디비시             | 8    | 0    | 3    | 0  | 7    | 1    | –             | –             | 18   | 1    |
| AZ                | AZ 합계                | AZ 합계                | 166  | 5    | 14   | 0  | 45   | 4    | 6             | 1             | 231  | 10   |
| 비스와 크라쿠프   | 2010–11                | 엑스트라클라사         | 12   | 0    | 2    | 0  | –    | –    | –             | –             | 14   | 0    |
| 비스와 크라쿠프   | 2011–12                | 엑스트라클라사         | 19   | 1    | 4    | 0  | 11   | 0    | –             | –             | 34   | 1    |
| 비스와 크라쿠프   | 2012–13                | 엑스트라클라사         | 15   | 0    | 4    | 0  | –    | –    | –             | –             | 19   | 0    |
| 비스와 크라쿠프   | 비스와 크라쿠프 합계   | 비스와 크라쿠프 합계   | 46   | 1    | 10   | 0  | 11   | 0    | –             | –             | 67   | 1    |
| 뉴캐슬 제츠       | 2013–14                | A-리그                 | 23   | 2    | –    | –  | –    | –    | –             | –             | 23   | 2    |
| 뉴캐슬 제츠       | 2014–15                | A-리그                 | 4    | 0    | 1    | 0  | –    | –    | –             | –             | 5    | 0    |
| 뉴캐슬 제츠       | 뉴캐슬 제츠 합계       | 뉴캐슬 제츠 합계       | 27   | 2    | 1    | 0  | 0    | 0    | 0             | 0             | 28   | 2    |
| 경력 합계         | 경력 합계              | 경력 합계              | 454  | 16   | 44   | 2  | 68   | 5    | 10            | 1             | 576  | 24   |

1 – A-리그 결선 출장 경기 기록 포함

## 수상
AZ
- 에레디비시: 2008–09
- 요한 크라위프 스할: 2009

비스와 크라쿠프
- 엑스트라클라사: 2010–11